# Будень (Сучава)
Будень, Будені (рум. Budeni) — село у повіті Сучава в Румунії. Адміністративно підпорядковане місту Долхаска.
Село розташоване на відстані 333 км на північ від Бухареста, 40 км на південний схід від Сучави, 75 км на захід від Ясс.

## Населення
За даними перепису населення 2002 року у селі проживали 1458 осіб.
Національний склад населення села:
| Національність | Кількість осіб | Відсоток |
| -------------- | -------------- | -------- |
| румуни         | 1434           | 98,4%    |
| цигани         | 23             | 1,6%     |

Рідною мовою назвали:
| Мова      | Кількість осіб | Відсоток |
| --------- | -------------- | -------- |
| румунська | 1434           | 98,4%    |
| циганська | 23             | 1,6%     |